# Anton von Werner
Anton von Werner (9 mai 1843 à Francfort-sur-l'Oder - 4 janvier 1915 à Berlin) est un peintre prussien spécialisé dans les scènes historiques.

## Biographie
Anton von Werner commença en 1860 des études à l’académie des beaux arts de Berlin (Berliner Akademie der Künste), puis changea pour l’académie de Karlsruhe afin d’approfondir sa formation et enrichir sa vision des choses.
En 1870 éclata la guerre franco-allemande. Anton von Werner y participa en tant que soldat alors âgé de 27 ans.
En 1871, revenu du champ de bataille, il repartit pour Berlin où il se maria à Malwine Schroedter, fille du peintre et graphiste Adolph Schroedter.
Un des sommets de sa carrière est d’être nommé en 1875 directeur de l’école royale des arts plastiques (Königliche Hochschule der bildenden Künste), la même année de l’ouverture de son atelier à son nouveau domicile, au Karlsbad 21. Il eut Christian Wilhelm Allers comme élève.
Il est par ailleurs pendant plusieurs années président de l’association des artistes berlinois et est honoré en 1911 du titre « d’Excellence »
Tenant d'un art de l'idéal à portée morale, il incarne la peinture officielle de l'ère wilhelmienne. Il est le témoin de la proclamation du Reich allemand à Versailles en janvier 1871 et la traduit dans une série de toiles programmatiques clairement lisibles et demeurées célèbres.
Il est également à l'origine de la rotonde, réalisée par l'atelier vénitien Salviati, ornée d'une mosaïque, présente sur la Colonne de la Victoire, retraçant l'histoire de l'unité allemande.
Anton von Werner est enterré à Berlin à l'ancien cimetière de l'église des Douze-Apôtres dans le quartier de Schöneberg.

## Œuvres
- 1885 - La Proclamation de l'Empire allemand le 18 janvier 1871 (de), (huile sur toile 167 × 202 cm), Friedrichsruh, musée Bismarck (de)
- 1894 - Cantonnement de l'armée allemande à Brunoy en 1870[1]

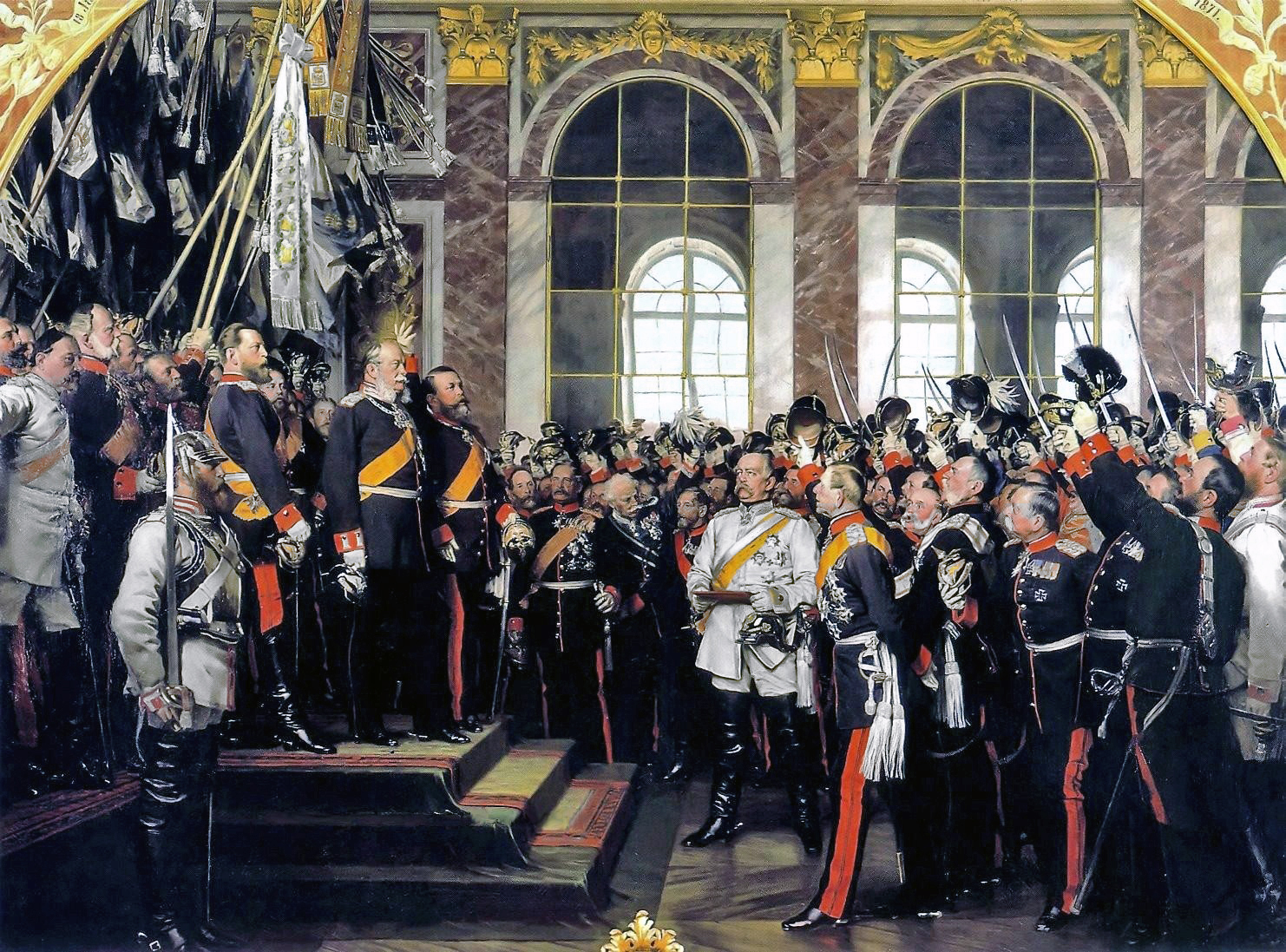
Proclamation de Guillaume 1er, Empereur d'Allemagne le 18 Janvier 1871 - Huile sur toile de 1885 - Friedrichsruh, Bismark Museum
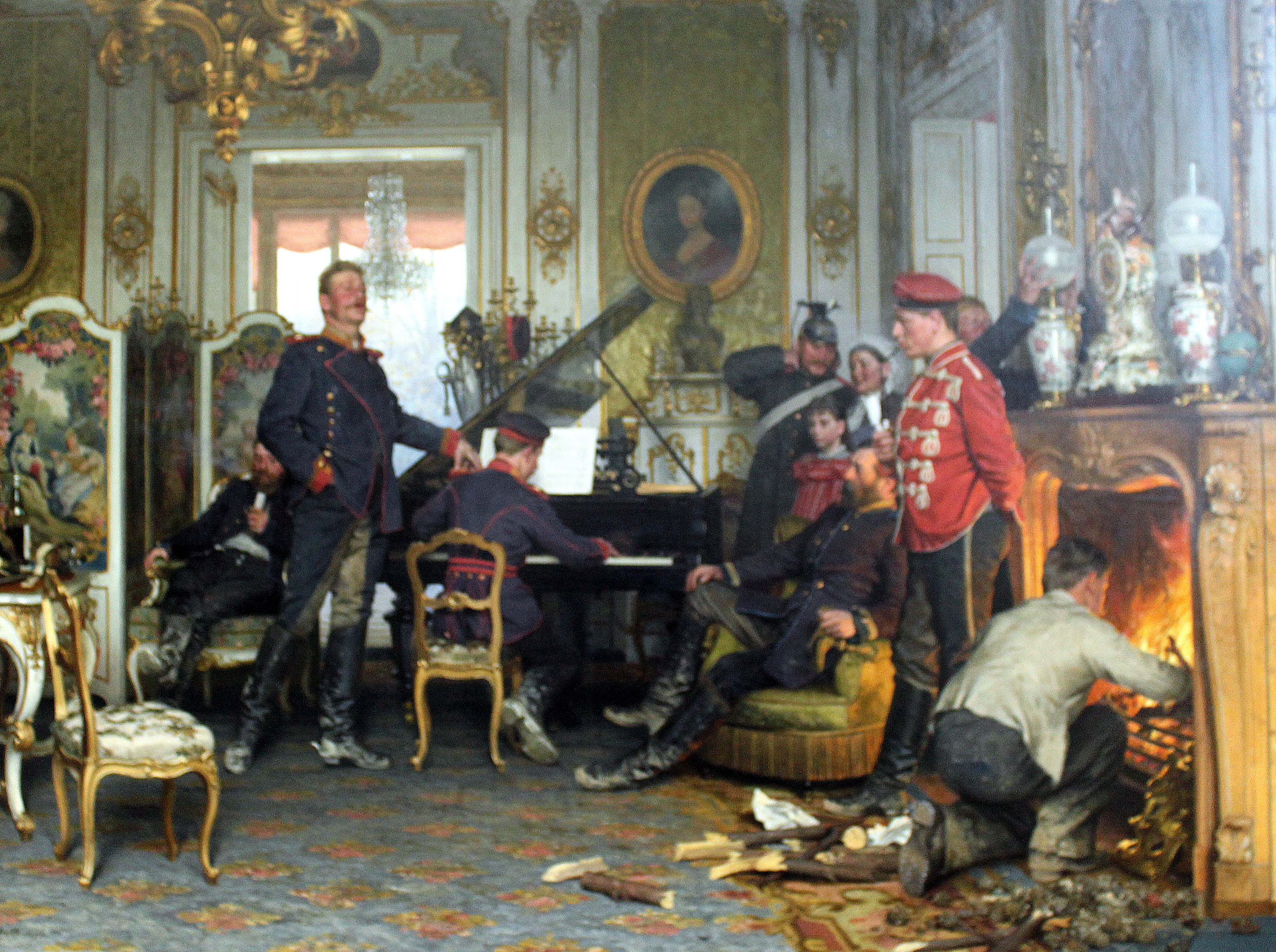
Cantonnement de l'armée allemande à Brunoy en 1870 - Huile sur Toile de 1894 d'après croquis de 1870 - Berlin Altenationale galerie